# Valea Tocii
Valea Tocii – wieś w Rumunii, w okręgu Prahova, w gminie Cerașu. W 2011 roku liczyła 348 mieszkańców.